# Jay Wright (Basketballtrainer)

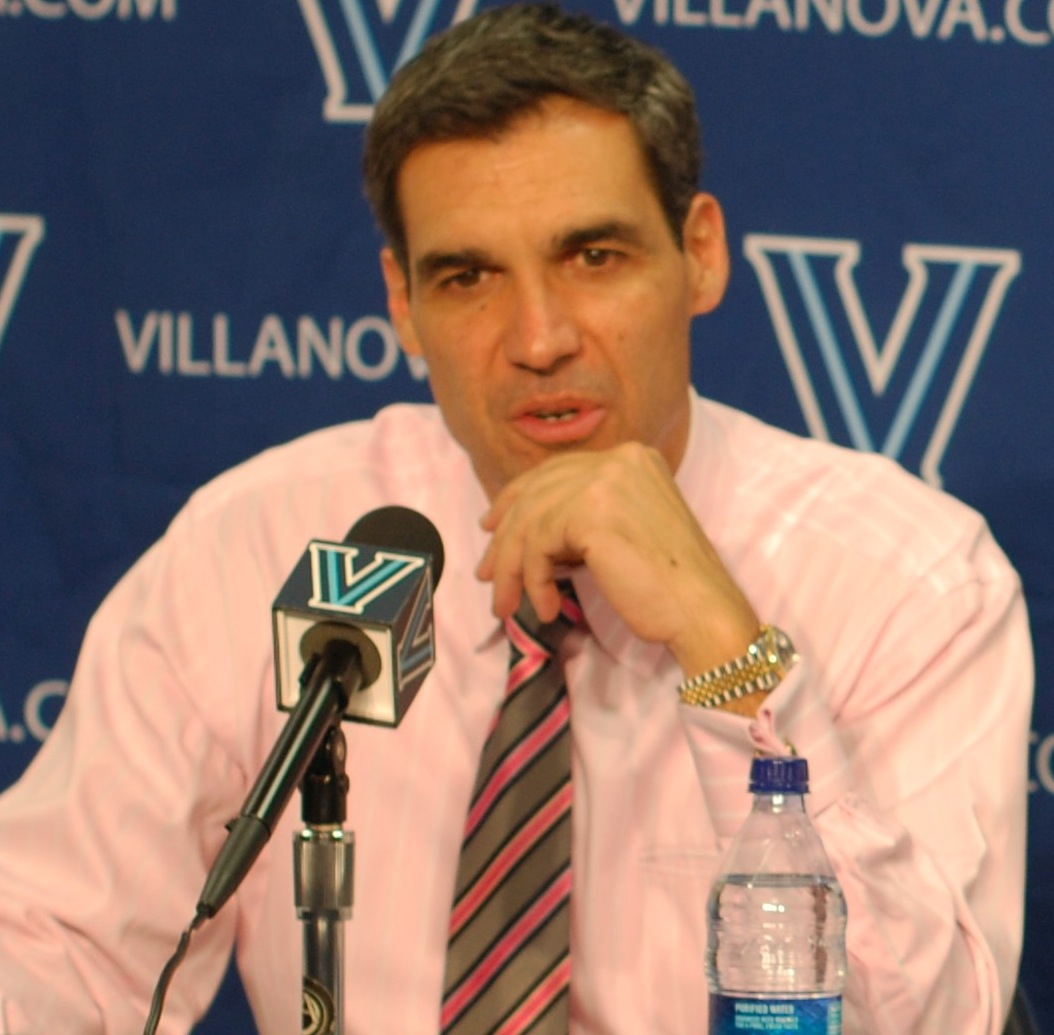
Jay Wright im Jahr 2009

Jerold Taylor „Jay“ Wright Junior (* 24. Dezember 1961 in Churchville, Pennsylvania) ist ein US-amerikanischer Basketballtrainer.

## Leben
Wright wuchs im Ort Churchville im US-Bundesstaat Pennsylvania als ältestes von drei Kindern auf. Er spielte Basketball an der örtlichen Council Rock High School North und anschließend bis 1983 an der Bucknell University.
Er begann seine Trainerlaufbahn 1984 als Co-Trainer an der University of Rochester in der dritten NCAA-Division. 1986 wechselte er an die Drexel University und war dort ein Jahr lang Assistenztrainer, ebenso wie von 1987 bis 1992 an der Villanova University und von 1992 bis 1994 an der University of Nevada, Las Vegas (UNLV). 1994 trat er an der Hofstra University seine erste Stelle als Cheftrainer an und übte dieses Amt bis 2001 aus. In dieser Zeit gewann die Mannschaft unter seine Leitung 122 Spiele und verlor 85. In der Saison 1999/2000 gelang Hofstra unter Wright erstmals seit 1977 der Sprung in die NCAA-Endrunde. 2000 und 2001 wurde er als Trainer des Jahres der America East Conference ausgezeichnet. Bekannte Schützlinge Wrights an der Hofstra University waren Craig „Speedy“ Claxton und Norman Richardson.
Zur Saison 2001/02 kehrte Wright an die Villanova University zurück und arbeitete dort fortan als Cheftrainer. 2016 und 2018 führte er die Hochschulmannschaft zum Gewinn des Meistertitels in der ersten NCAA-Division. 2006 und 2016 wurde er als College-Trainer des Jahres ausgezeichnet. Als Villanova-Trainer bildete Wright namhafte Spieler wie Kyle Lowry, Jalen Brunson, Mikal Bridges, Josh Hart, Omari Spellman und Donte DiVincenzo aus. Im April 2022 trat Wright als Cheftrainer der Villanova University zurück. In seiner Amtszeit von 2001 bis 2022 kam er mit seiner Mannschaft auf 520 Siege und 197 Niederlagen.
Zusätzlich zu seinen Aufgaben als Trainer im Hochschulbasketball wurde Wright im Oktober 2018 zum Assistenztrainer der US-Nationalmannschaft berufen, um die Auswahl an der Seite von Cheftrainer Gregg Popovich unter anderem bei der Weltmeisterschaft 2019 sowie den Olympischen Spielen 2020 zu betreuen. Bereits zuvor war er für den Verband tätig, führte im Sommer 2005 die US-Auswahl als Cheftrainer zur Goldmedaille bei der Universiade, 2007 war er Trainer der US-amerikanischen Mannschaft bei den Panamerikanischen Spielen, die auf dem fünften Rang abgeschlossen wurden. Im Jahr 2000 war er Co-Trainer der US-Juniorennationalmannschaft, die bei der WM Silber gewann.
Am 16. Mai 2021 wurde Wrights Aufnahme in die Naismith Memorial Basketball Hall of Fame bekannt.